# FKイェディンストヴォ・ジェラヴィツァ
FKイェディンストヴォ・ジェラヴィツァ（FK Jedinstvo Žeravica）は、ボスニア・ヘルツェゴビナのスルプスカ共和国ジェラヴィツァをホームタウンとするサッカークラブである。

## 歴史
1962年に創設された。
2010-11シーズンにドルガ・リーガRS・西地域で優勝したツルヴェナ・ゼムリャに次ぐ2位の成績を残した。2012-13シーズンにドルガ・リーガRS・西地域で優勝したが、プルヴァ・リーガRSへの昇格を辞退し、ドルガ・リーガRSに留まることを決定した。代わりに同2位のプロレテル・テスリチが昇格した。
2018-19シーズンにドルガ・リーガRS・西地域で優勝し、プルヴァ・リーガRSに初昇格する権利を獲得した。同シーズンはクプ・レプブリケ・スルプスケで準決勝に進出したが、1-1、2-5でラドニク・ビイェリナに敗れて決勝進出を逃した。

## 獲得タイトル
- ドルガ・リーガRS：2回
  - 2012-13, 2018-19